# Павляшик Микола Анатолійович
Мико́ла Анато́лійович Павля́шик (1992—2014) — солдат Збройних сил України, учасник російсько-української війни.

## Короткий життєпис
Народився 1992 року в селі Качин (Камінь-Каширський район Волинської області). 2009 року закінчив Камінь-Каширське ВПУ.
Призваний за мобілізацією. Старший навідник, 51-а окрема механізована бригада.
В ніч з 24 на 25 серпня загинув під час бою за Іловайськ поблизу Кутейникового — 3-й батальйон бригади опинився в оточенні біля н. п. Березне — Оленівка під постійним артилерійським обстрілом.
Похований в селі Качин 1 вересня 2014 року.
Без Миколи лишилися батько Анатолій і мама Марія Павляшики.

## Нагороди та вшанування
За особисту мужність і героїзм, виявлені у захисті державного суверенітету та територіальної цілісності України, вірність військовій присязі під час російсько-української війни, відзначений — нагороджений
- 27 червня 2015 року — орденом «За мужність» III ступеня.
- у березні 2015-го в Качині відкрито і освячено пропам'ятну дошку Миколі Павляшику.[4]
- Його портрет розміщений на меморіалі «Стіна пам'яті полеглих за Україну» у Києві: секція 3, ряд 9, місце 10
- Вшановується 25 серпня на щоденному ранковому церемоніалі вшанування українських захисників, які загинули цього дня у різні роки внаслідок російської збройної агресії[5]
- нагороджений відзнакою 51-ї ОМБр «За мужність та відвагу» (посмертно)